# Canongletsjer
De Canongletsjer is een gletsjer in Nationaal park Noordoost-Groenland in het oosten van Groenland.

## Geografie
De gletsjer is zuidwest-noordoost georiënteerd en heeft een lengte van meer dan 20 kilometer. Ze mondt in het noordoosten uit in het Smallefjord.
De gletsjer ligt in het noordwesten van het C.H. Ostenfeldland.
Op ongeveer zeven kilometer noordelijker monden ook de Stejlgletsjer en de Ejnar Mikkelsengletsjer in het Smallefjord uit. Verder ligt op ongeveer 28 kilometer naar het zuiden ligt de Heinkelgletsjer.